# Svanevit
Svanevit (en suec, en català: 'El cigne blanc'), JS 189, és una música incidental per a orquestra de Jean Sibelius per a una obra del mateix nom d'⁣August Strindberg. Consisteix en una crida de la trompa i tretze moviments més. Sibelius la va completar el 1908 i va dirigir la primera actuació al Teatre Suec de Hèlsinki el 8 d'abril de 1908. El 1909, Sibelius en va treure una suite en set moviments, op. 54.

## Origen i context
L'actriu sueca Harriet Bosse havia quedat impressionada per una de les obres anteriors de Sibelius, la música incidental de l'obra Pelléas i Mélisande, després d'haver interpretat el paper de Mélisande el 1906. Aquest fet va impulsar Bosse a suggerir a Strindberg, el seu promès, que Sibelius també hauria de compondre la música per a Svanevit.
L'obra Svanevit havia sigut escrita el 1902. Segueix la història d'una princesa, Svanevit (que viu amb el seu pare, el duc i la seva malvada madrastra), que es casarà amb un rei veí, però que s'enamora del seu missatger, un príncep. Tot i que la seva relació està aprovada per les seves difuntes mares, representades per cignes, la madrastra de Svanevit treballa per sabotejar-la.
En un principi la primera representació estava prevista per al 1907 a Estocolm. Tanmateix, quan això es va revelar impossible, el Teatre Suec va insistir a Sibelius que compongués igualment la música. La primera representació tant de l'obra de Strindberg com de la música de Sibelius va ser el 8 d'abril de 1908, amb el mateix compositor dirigint. L'obra va ser molt ben rebuda tant pels crítics com pel públic.

## Estructura

### Partitura original
Catorze moviments acompanyen l'obra.
Acte I
I. Largo
El duc és cridat a la guerra per un toc de trompeta de dues notes.
II. Comodo
El príncep arriba al castell on viu Svanevit. Les notes repetides de flauta i clarinet representen les crides d'un paó real.
III. Adagio
Sona un acord mentre un cigne, el símbol de la mare morta de Svanevit, passa volant.
Acte II
IV. Lento assai
Una arpa és imitada per cordes en pizzicato. Més tard, quan Sibelius va compilar la suite Svanevit, va afegir una part per a una arpa real.
V. Adagio
Sona un acord mentre un cigne, el símbol de la mare morta de Svanevit, passa volant.
VI. Lento - Comodo - Lento - Allegro
La música acompanya les accions de l'obra, que en aquest punt està sense diàleg. Un rellotge és representat per un triangle i un pit-roig amb una flauta.
VII. Andantino
Apuntat per a cordes, aquest moviment imagina la conversa entre el príncep i Svanevit, ja que l'obra continua sense diàlegs.
VIII. Andante
La música solemne representa el príncep, seguint la seva baralla amb Svanevit.
IX. Lento
Un vals lent en mi bemoll menor. El príncep es casarà amb la germana de Svanevit, però Svanevit ocupa el seu lloc al casament.
X. Moderat
Una melodia de violí acompanyada de trompes i violoncel, mentre la madrastra irromp a l'habitació on hi ha Svanevit i el príncep, i el príncep s'amaga.
Acte III
XI. Allegretto: Svanevit
Aquest moviment s'assembla molt al segon moviment de la 5a simfonia posterior de Sibelius, i representa el príncep tornant a Svanevit.
XII. Largamente
Les trompes representen a Svanevit trucant al seu pare per tornar de la guerra.
XIII. Adagio
Aquest moviment prefigura el tercer moviment de la Quarta simfonia posterior de Sibelius i acompanya el moment en què el cadàver del príncep és portat a Svanevit. Es combina amb el moviment final de la posterior adaptació de la suite.
XIV: Largamente molto
El moviment final té una forta atmosfera religiosa, amb tots els personatges lloant Déu quan el príncep és ressuscitat. Es combina amb el tretzè moviment de la posterior adaptació de la suite.

### Suite
A la suite de 1909, adaptada de la música incidental, Sibelius va condensar i va treure material en set moviments. A més, la suite es va adaptar per acollir una secció de vent més gran, així com una arpa, tot i que es va eliminar la part d'orgue de la partitura original.
I. Påfågeln (El paó)
II. Harpan (L'arpa)
III. Tärnorna med rosor (Les donzelles amb roses)
IV. Hör rödhaken slå (Escolta! Canten els pit-rojos)
V. Prinsen allena (El príncep sol)
VI. Svanevit och prinsen (Cigne i el príncep)
VII. Lovsång (Cançó de lloança)

## Discografia
La taula que es pot ordenar a continuació enumera tots els enregistraments disponibles comercialment de la música incidental completa de Svanevit (JS 189):
| Director       | Orquestra                       | Rec. | Durada | Segell            |
| -------------- | ------------------------------- | ---- | ------ | ----------------- |
| Osmo Vänskä    | Orquestra Simfònica de Lahti    | 1996 | 26:22  | BIS (BIS-CD-815 ) |
| Leif Segerstam | Orquestra Filharmònica de Turku | 2014 | 29:29  | Naxos (8,573341 ) |

La taula que es pot ordenar a continuació enumera els enregistraments disponibles comercialment de la suite Svanevit:
| Director         | Orquestra                             | Rec. | Durada | Segell                      | Notes                         |
| ---------------- | ------------------------------------- | ---- | ------ | --------------------------- | ----------------------------- |
| Jussi Jalas      | Orquestra Simfònica Estatal d'Hongria | 1976 | 23:18  | London Records (CS 7005 )   |                               |
| Neeme Järvi      | Orquestra Simfònica de Göteborg       | 1987 | 25:03  | BIS (BIS-CD-359 )           |                               |
| Yondani Butt     | Reial Orquestra Filharmònica          | 1989 | 24:38  | ASV (CD DCA 649 )           |                               |
| fi: Petri Sakari | Orquestra Simfònica d'Islàndia        | 1993 | 18:54  | Chandos (CHAN 9158 )        | Només els moviments 2, 3, 5-7 |
| Jussi Jalas      | Orquestra Simfònica Estatal d'Hongria | 1996 | 24:06  | London Records (448 267-2 ) |                               |
| Pekka Kuusisto   | Tapiola Sinfonietta                   | 2006 | 23:09  | Ondine (ODE 1074-5 )        |                               |